# Kierwałd
Kierwałd is een plaats in het Poolse district  Tczewski, woiwodschap Pommeren. De plaats maakt deel uit van de gemeente Morzeszczyn en telt 180 inwoners.